# Brégnier-Cordon
Brégnier-Cordon ist eine französische Gemeinde im Département Ain in der Region Auvergne-Rhône-Alpes. Sie gehört zum Kanton Belley im Arrondissement Belley.

## Geografie
Brégnier-Cordon ist die südlichste Gemeinde des Départements Ain und liegt an einer markanten Flussbiegung der Rhône. Die nordwestliche Nachbargemeinde ist Groslée-Saint-Benoît mit der Commune déléguée Saint-Benoît, die den Weiler Glandieu mit Brégnier-Cordon teilt. Hier fließt der Gland und bildet den sehenswerten Wasserfall Cascade de Glandieu. Brégnier-Cordon grenzt außerdem an Prémeyzel im Nordosten, an Izieu im Osten, an Champagneux im Südosten, an Saint-Genix-les-Villages im Süden, an Aoste im Südwesten und an Les Avenières Veyrins-Thuellin  im Westen.

## Bevölkerungsentwicklung
| Jahr                       | 1962 | 1968 | 1975 | 1982 | 1990 | 1999 | 2010 | 2020 |
| Einwohner                  | 582  | 502  | 442  | 502  | 511  | 566  | 832  | 819  |
| Quellen: Cassini und INSEE |      |      |      |      |      |      |      |      |

## Wirtschaft
In Brégnier-Cordon befindet sich ein Laufwasserkraftwerk an der Rhône. Zu diesem Zweck wird der Fluss im östlich gelegenen Murs-et-Gélignieux gestaut. Ein von diesem abgehender Kanal verläuft durch Brégnier-Cordon. Der natürliche Lauf bildet im Süden und im Westen die Grenze zum Département Isère.

## Sehenswürdigkeiten
- Der bronze- oder eisenzeitliche Einbaum von Brégnier-Cordon ist im Musée Escale Haut-Rhône ausgestellt[1].
- Grotte von Lievrin, Monument historique
- prähistorische Höhle La Bonne Femme

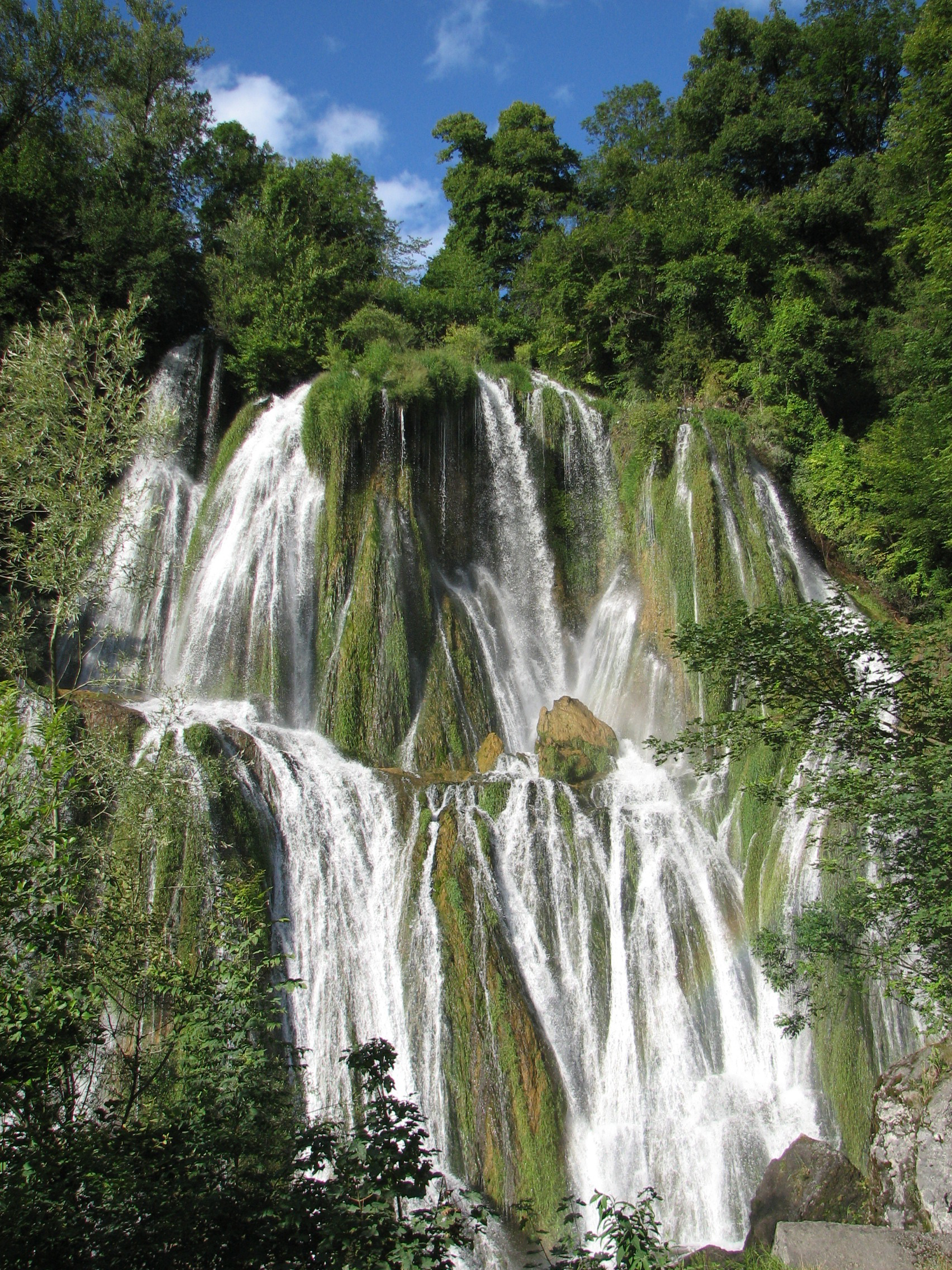
Glandieu-Fälle
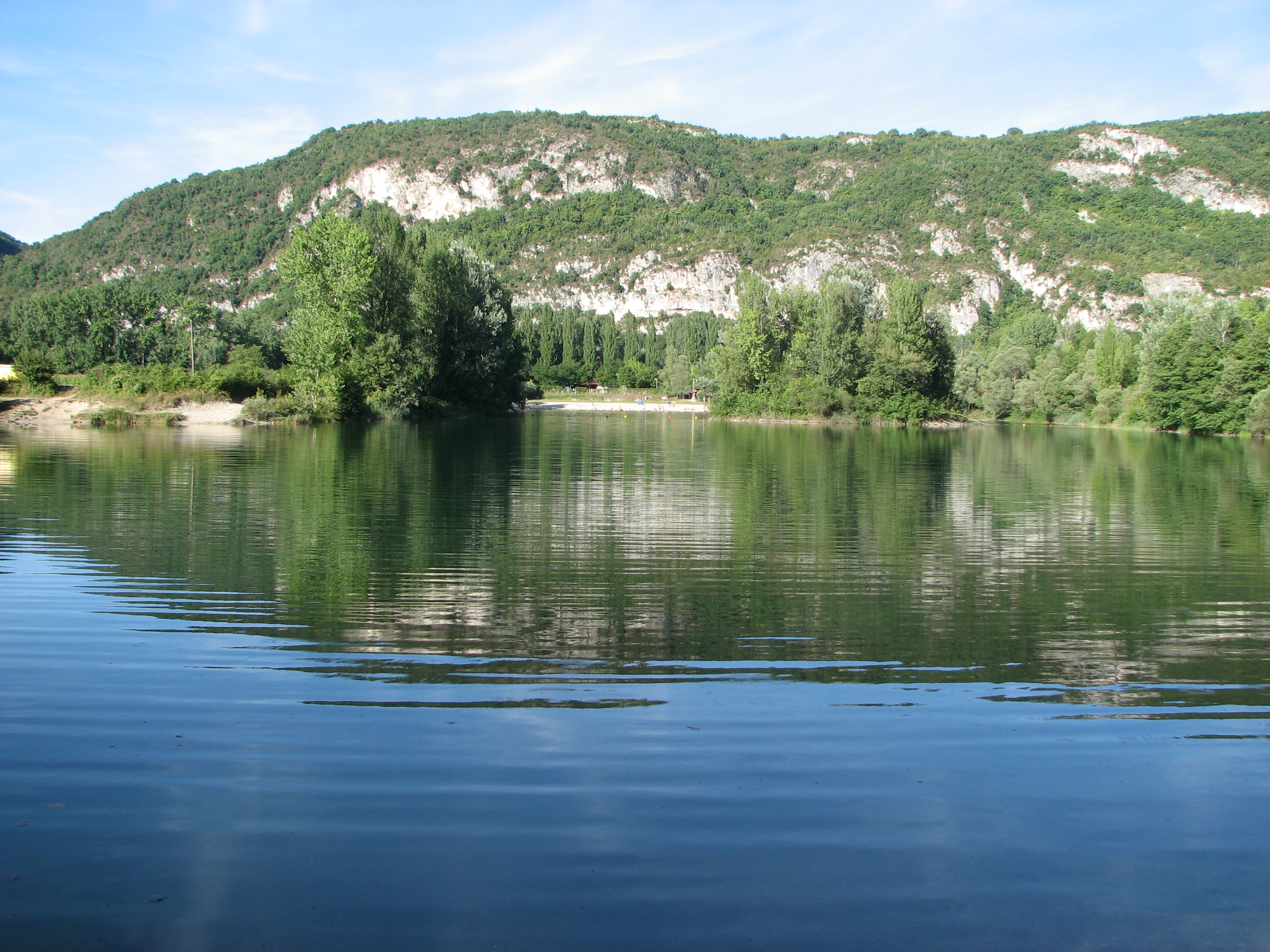
Lac Glandieu
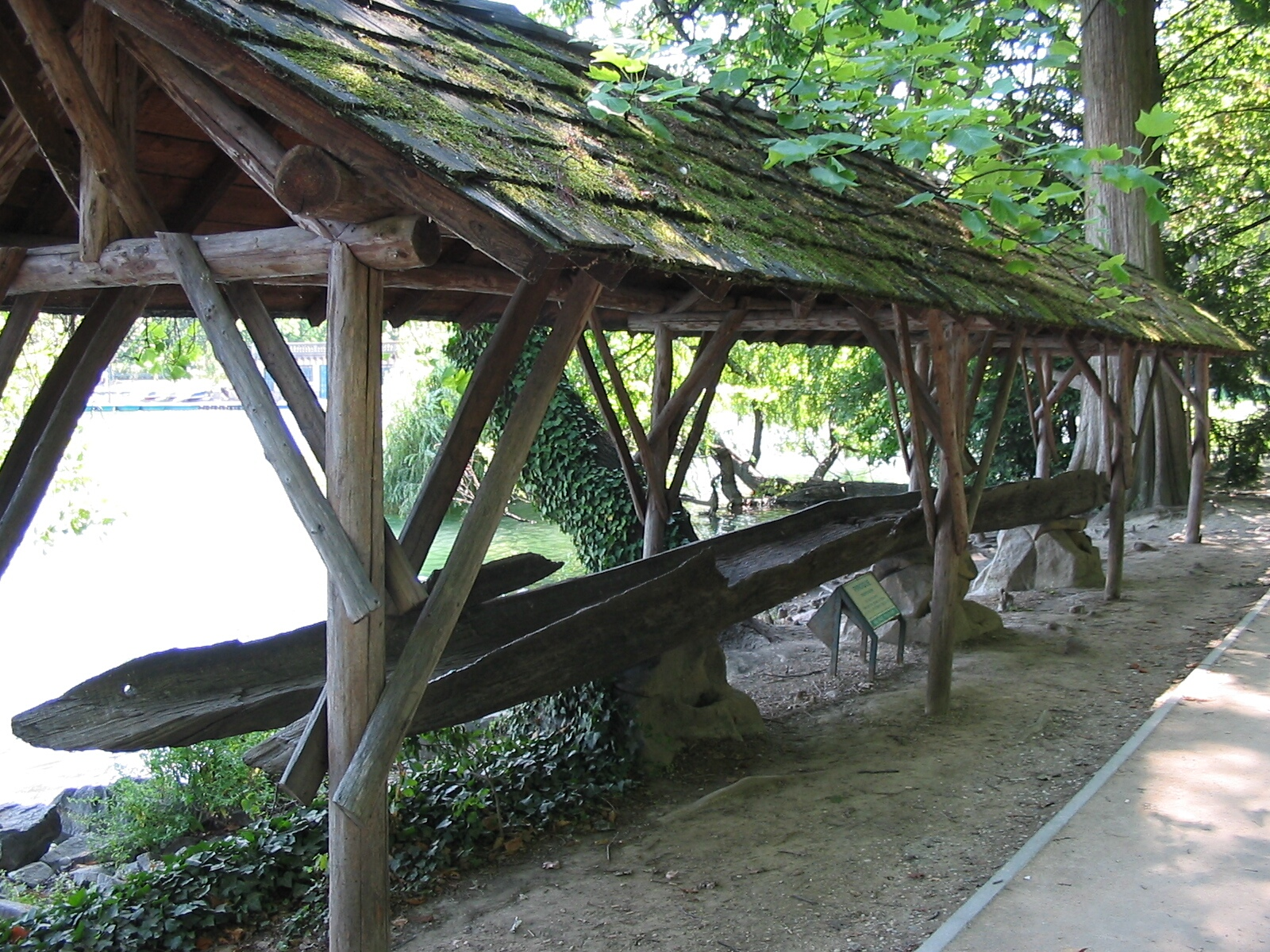
Freilichtmuseum
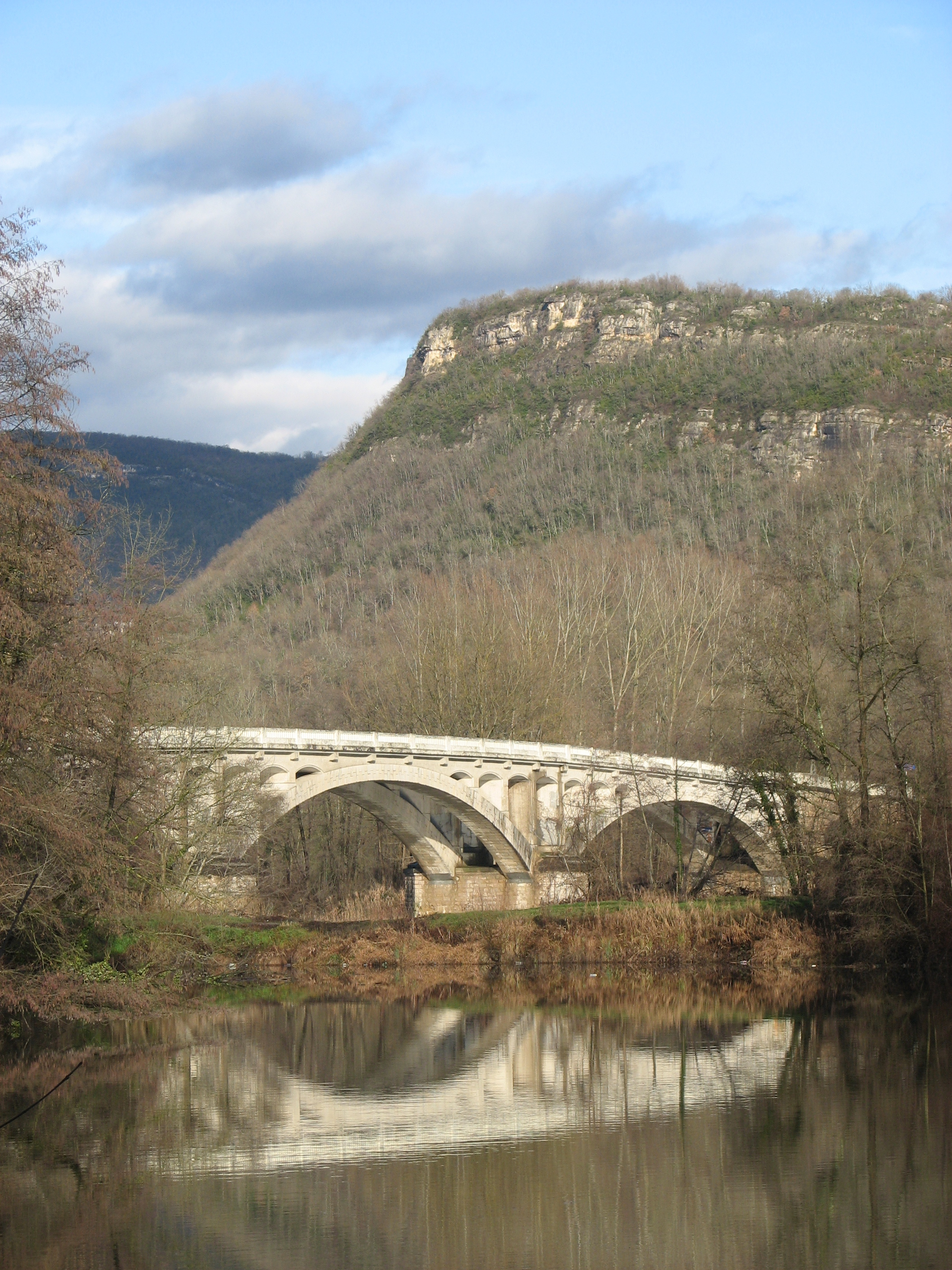
Brücke in Cordon
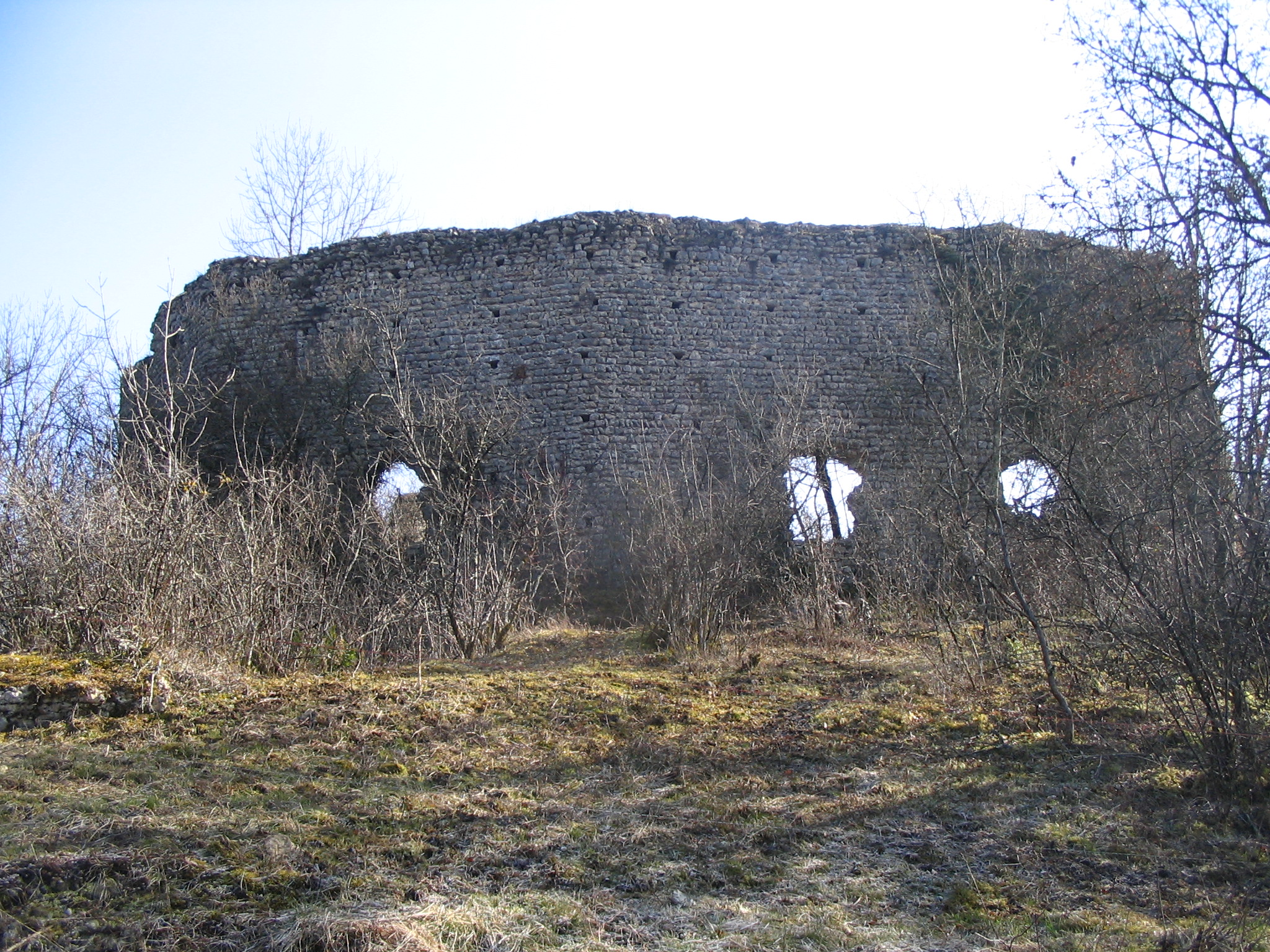
Burgruine in Cordon
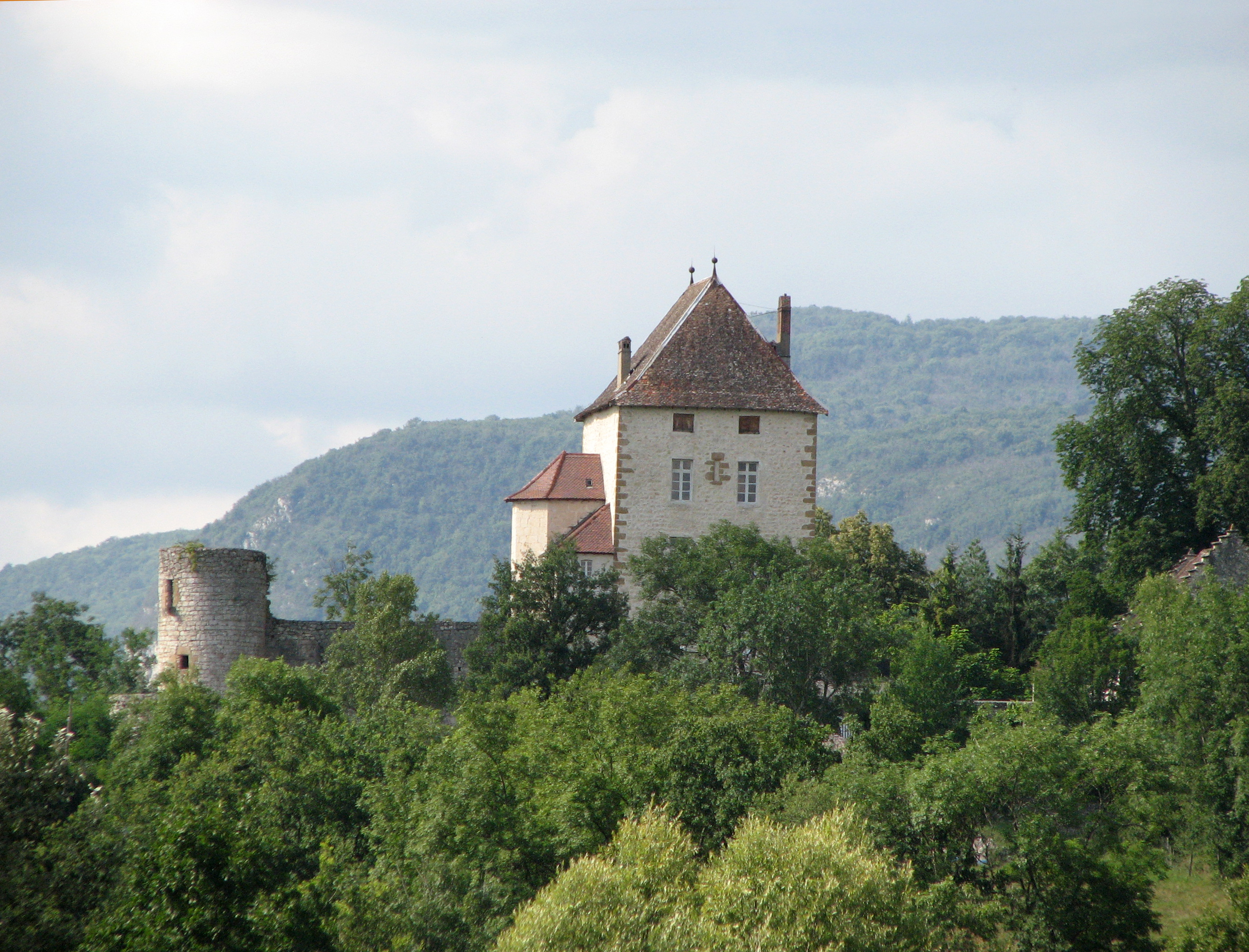
Schloss Barre